# Пряжинское общество
Пря́жинское общество — сельское общество, входившее в состав Святозерской волости Петрозаводского уезда Олонецкой губернии.

## Общие сведения
Согласно «Списку населённых мест Олонецкой губернии по сведениям за 1905 год» общество состояло из следующих населённых пунктов:
Волостное правление располагалось в селении Святозеро.
| № | Населённый пункт | Расстояние до волостного правления в верстах | Количество семей | Всего жителей |
| - | ---------------- | -------------------------------------------- | ---------------- | ------------- |
| 1 | Павлова Пряжа    | 15                                           | 37               | 147           |
| 2 | Пахомова Пряжа   | 15                                           | 23               | 99            |
| 3 | Средняя Пряжа    | 15                                           | 20               | 93            |
| 4 | Киндосово        | 26                                           | 29               | 124           |
| 5 | Нини-сельга      | 18                                           | 19               | 106           |
| 6 | Прякки           | 10                                           | 16               | 83            |
| 7 | Матросы          | 10                                           | 4                | 14            |
| 8 | Риг-сельга       | 15                                           | 13               | 64            |
| 9 | Логинова сельга  | 13                                           | 19               | 83            |

Волостное правление располагалось в селении Святозеро.
В настоящее время территория общества относится к Пряжинскому району Республики Карелия.